# Gerhard Voigt (Mediziner)
Gerhard Erich Voigt (* 7. März 1922 in Auerbach/Vogtl., Deutschland; † 14. Mai 2008 in Lund, Schweden) war ein deutsch-schwedischer Rechtsmediziner und ordentlicher Professor für Gerichtliche Medizin.
Gerhard E. Voigt, Sohn des zum Dr. phil. promovierten Erich Voigt, studierte in Freiburg im Breisgau, Breslau und Erlangen Medizin. In Berlin absolvierte er im Februar 1945 sein Medizinisches Staatsexamen. Im selben Jahr wurde er dort zum Dr. med. promoviert. Er arbeitete als Assistenzarzt in der Rechtsmedizinischen Abteilung an der Universität Jena von 1945 bis 1951, war dort ab 1951 Dozent und ab 1953 Professor mit vollem Lehrauftrag sowie Direktor des Instituts für Gerichtliche Medizin und Kriminalistik. 1954 floh er aus der DDR in die Bundesrepublik Deutschland, wo er in Düsseldorf lebte und dort von 1954 bis 1955 als Leiter der Serologischen Abteilung des DRK-Blutspendedienstes tätig war. 1955 emigrierte er nach Schweden, wo er in Lund eine Assistentenstelle an der staatlichen Einrichtung für Rechtsmedizin (Statens rättsläkarstation) erhielt und ab 1956 als Dozent lehrte. 1965 wurde er ordentlicher Professor der Rechtsmedizin der Medizinischen Fakultät für Rechtsmedizin der Universität Lund und stand dem Institut für Gerichtliche Medizin bis zu seiner Emeritierung 1988 vor.
Voigt war Redakteur und Autor für die schwedische Nationalencyklopedin für Medizin und Odontologie.
Zudem begründete er gemeinsam mit dem Anatomen Hermann Voss die Zeitschrift Acta histochemica. Er war zum Ehrendoktor (M. D. h. c.) ernannt worden.

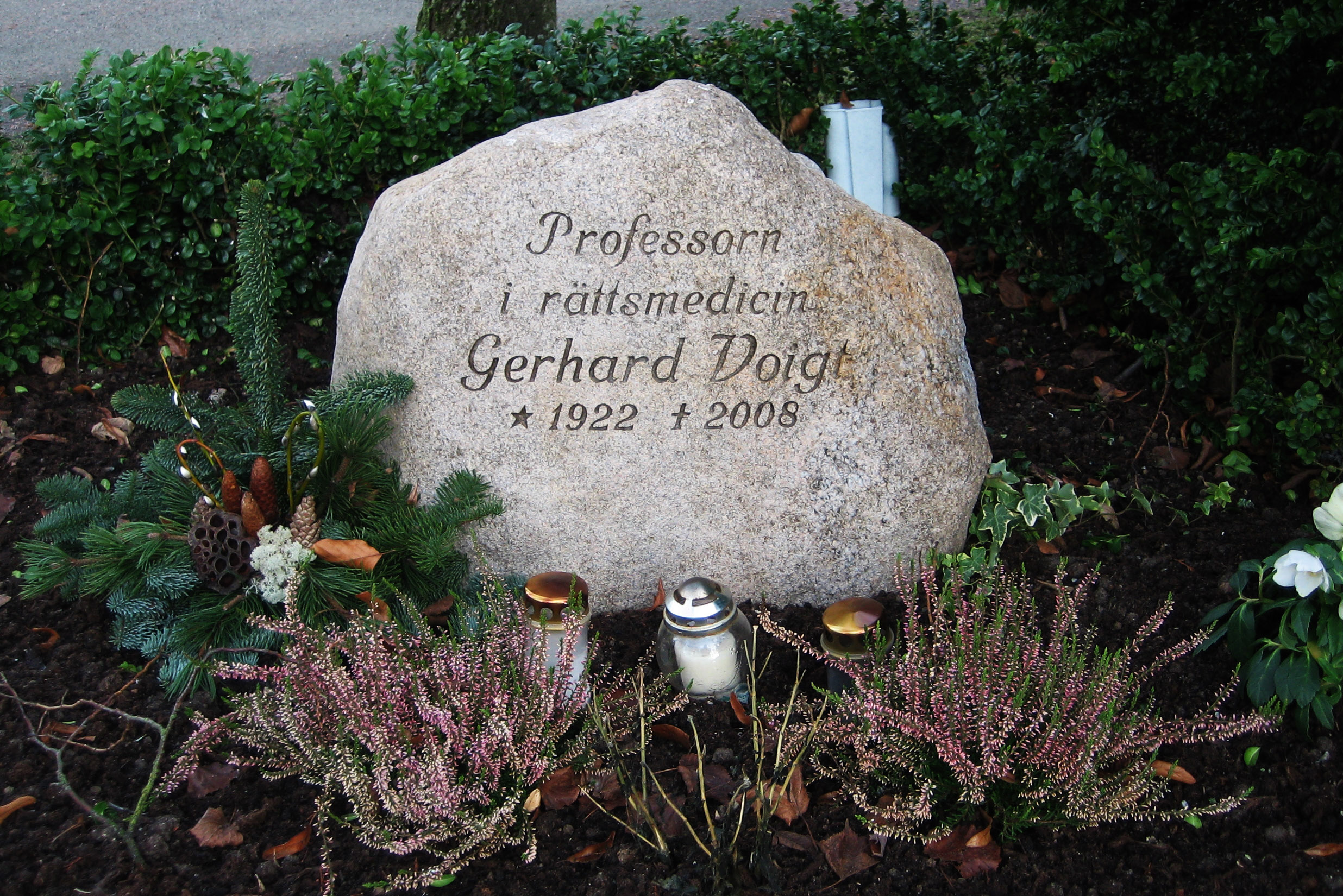
Gerhard Voigts Grabstein auf dem Friedhof Norra begravningsplatsen in Lund.

Gerhard E. Voigt war evangelisch, ab 1958 mit der promovierten Ann-Britt Voigt, geborene Grönlund, verheiratet und hatte zwei Kinder (Christina und Henrik). Er starb 2008 in Lund.

## Bibliographie
- Untersuchungen über den Einfluss des Progynon B oleosum auf die Magensalzsäuresekretion mit Coffeinprobetrunk. - o. O., 1945. - 49 gez. Bl. : mit 4 eingekl. Tab. ; 4 [Maschinenschr.] Berlin, Med. F., Diss., 1945 (Nicht f. d. Austausch) IDN: 57134609X.
- Theoretische und praktische Bedeutung der Tuberkulinreizschwelle, Lung Volume 103, No 4, 1950, Springer New York
- mit Gottwald Eberhard: Jodfreie Blutalkoholbestimmung, International Journal of Legal Medicine Volume 41, No 2, 1952, Springer Berlin-Heidelberg
- Silber in menschlichen Haaren, International Journal of Legal Medicine, Volume 41, N:o 2, 1952, Springer Berlin-Heidelberg und in Deutsche Zeitschrift für gerichtliche Medizine Bd. 41, s. 151–153 (1952)
- mit Hjalmar Sjöwall: Einiges über das Erscheinungsbild des chronischen Alkoholismus, International Journal of Legal Medicine, Volume 46, No 1, 1957
- Untersuchungen mit der Sulfidsilbermethode an menschlichen und tierischen Bauchspeicheldrüsen In: Virchows Archiv, Vol. 332 No. 4, 1959.
- Rättsmedicin av Einar Sjövall 1959. - 2. aufl. umarbeitet von Hans Thornstedt und Gerhard Voigt. Lehrbuch.
- mit Hans Thornstedt: Tödliche, basale Subarachnoidalblutung nach Trauma, International Journal of Legal Medicine, Volume 50, No 2, 1960
- Zur Mechanik der Ringbrüche der Schädelbasis und der Verletzungen der oberen Halswirbelsäule. In: Archiv für orthopädische und Unfall-Chirurgie, mit besonderer Berücksichtigung der Frakturenlehre und der orthopädisch-chirurgischen Technik, 1962, Band 54, Nr. 5.
- Experimentelle pulmonale Gewebstrümmerembolie, International Journal of Legal Medicine, Volume 52, No 4, 1962
- mit Gustav Adebahr:  Histochemische Untersuchungen über den Verbleib des Quecksilbers bei der experimentellen Sublimatvergiftung, In: Klinische Wochenschrift 41, No 11, 1963
- mit Göran Sköld: Über den Schutzeffekt der Diäthylentriaminpentaessigsäure (DTPA) bei der akuten experimentellen Cadmiumvergiftung. Journal Research in Experimental Medicine, Volume 136, No 4, 1963
- Untersuchungen zur Mechanik der Beckenfrakturen und -Luxationen, 1965.
- mit R. Coermann, Günther Dotzauer und Wolfgang Lange: The effects of the design of the steering assembly and the instrument panel on injuries, The Journal of Trauma, Band 12, Heft 8, 1972.
- mit Wolfgang Lange und Günther Dotzauer: Entstehungsweise der Verletzungen von Fahrern und Beifahrern frontal kollidierender Kraftfahrzeuge, Journal of Legal Medicine, vol 73, No. 4. 1973
- mit Göran Sköld: Ring fractures of the base of the skull. The Journal of Trauma: Injury, Infection, and Critical Care, 1974 Vol. 14 No. 6, USA.
- mit anderen: Rotational cerebral injuries near the superior margin of the brain, In: Acta Neuropathologica Vol. 39 No. 3, 1977.